# I Am an Island (canción)
"I Am an Island" es una obra del músico de rock australiano Richard Clapton. La canción fue lanzada en febrero de 1982 como la canción principal del séptimo álbum de estudio de Clapton, The Great Escape. La canción alcanzó el puesto 20 en el Australian Kent Music Report; convirtiéndose en el segundo canción principal entre los veinte primeros de Clapton. Cuenta con Ian Moss en la guitarra principal.

## Listado de pistas
Lado uno
1. "I Am an Island"

Lado dos
1. "Walk On Water"

## La lista de éxitos
| Lista (1982)                  | <br /> Posición máxima |
| ----------------------------- | ---------------------- |
| Australiano Kent Music Report | 20                     |